# Peter Tatchell
Peter Gary Tatchell, né le 25 janvier 1952 à Melbourne, est un militant pour les droits de l'homme anglais né australien, rendu célèbre pour sa tentative d'arrestation du président du Zimbabwe Robert Mugabe, en 1999 et 2001, pour torture et autres violations des droits de l'homme.

## Biographie

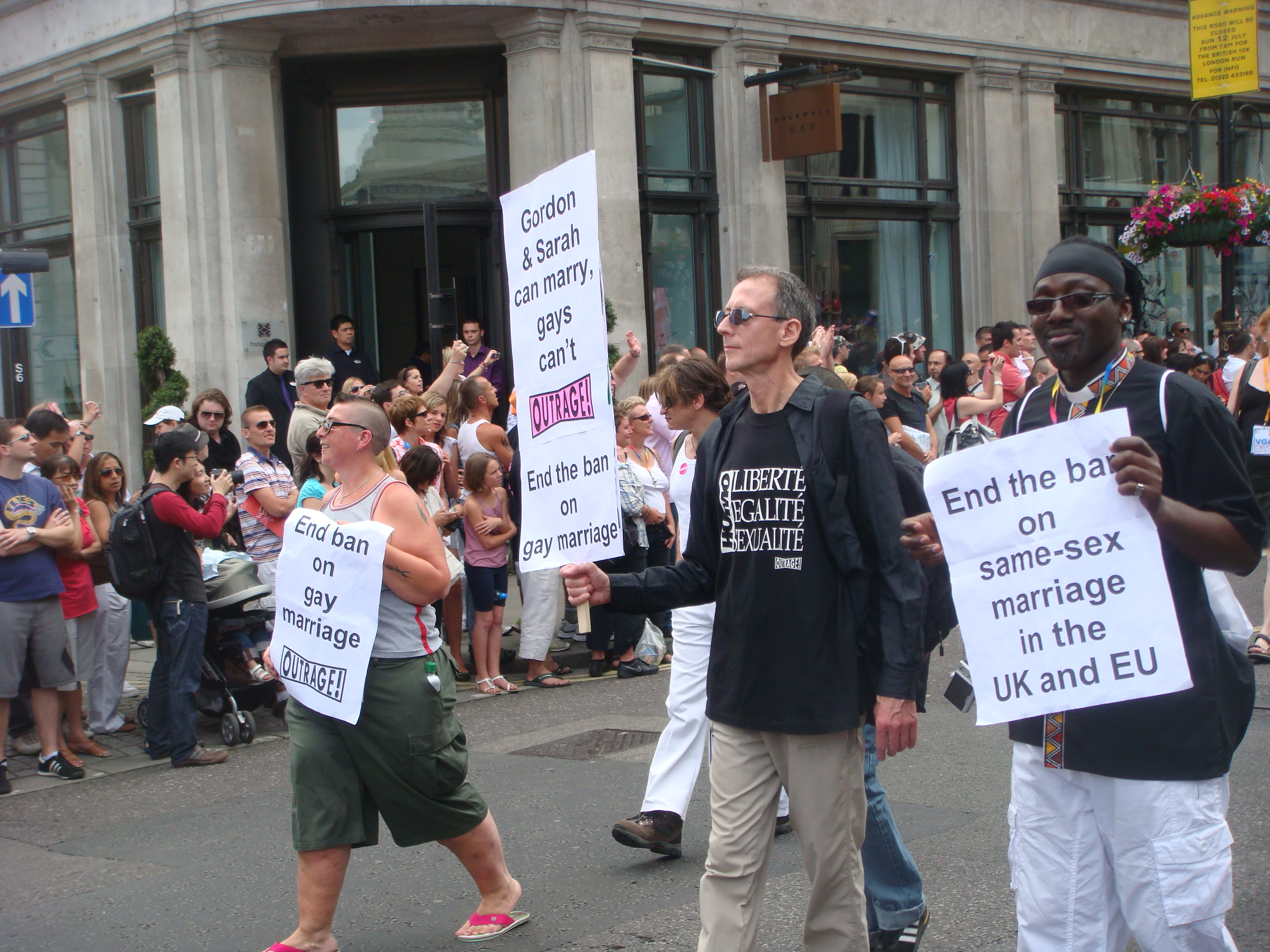
Peter Tatchell (au centre) à la marche des fiertés de Londres (2009).

Tatchell avait été choisi pour représenter le Parti travailliste au Parlement du Royaume-Uni pour Bermondsey en 1981, et fut dénoncé par le chef du parti, Michael Foot, parce qu'il soutenait des actions extra-parlementaires contre le gouvernement de Margaret Thatcher. Le Parti travailliste le conserva cependant et Tatchell participa à l'élection de Bermondsey en 1983. Ses opposants révélèrent son homosexualité au cours de la campagne. 
Dans les années 1990, il devint l'un des principaux militants LGBT pour les droits des homosexuels, à travers l'association activiste OutRage!, qu'il cofonda. Il a abordé plusieurs domaines de violations des droits de l'homme, et s'est souvent exprimé sur le sujet à l'écrit ou à travers les médias, publiant des centaines d'articles et six livres. En 2006, les lecteurs du New Statesman l'ont placé à la sixième place de leur liste des « Héros de notre temps »,.
En Angleterre en 1991 et en Belgique en 2001, alors que Robert Mugabe est en visite officielle, Peter Tatchell tente par deux fois une « arrestation citoyenne » à son encontre pour « meurtre, torture, détention sans procès et autres violations des droits humains des gays » au Zimbabwe. 
En avril 2007, il est le candidat du Parti vert de l'Angleterre et du pays de Galles dans la circonscription d'Oxford East à la Chambre des communes,,,.
En 2010, lors de la visite officielle du pape Benoît XVI au Royaume-Uni, Peter Tatchell est avec Richard Dawkins et Christopher Hitchens une des figures de proue du mouvement de contestation. Il dénonce le rôle qu'aurait tenu personnellement le pape dans la dissimulation d'abus sexuels sur mineurs. Il s'attire une critique virulente du chroniqueur Peter Hitchens rappelant une lettre de 1997 dans laquelle Peter Tatchell prenait la défense d'un livre sur le « Boy-love ». Il y défendait la « nature positive de certaines relations entre adultes et enfants », évoquant des rituels d'initiation, ainsi que plusieurs de ses amis ayant eu des relations sexuelles avec des adultes alors qu'ils avaient entre 9 et 13 ans, et « qui leur ont apporté une grande joie ». Peter Tatchell se défend d'être partisan de la pédophilie, et indique que cette lettre doit être interprétée comme un refus de la censure.

## Œuvres
- The Battle for Bermondsey. Heretic Books. (1983).  (ISBN 0-946097-10-0).
- Democratic Defense. Millivres-Prowler Group Ltd. (1984).  (ISBN 0-946097-16-X).
- AIDS: a Guide to Survival. Gay Men's Press. (1987).  (ISBN 0-85449-067-1).
- Europe in the Pink. Gay Men's Press. (1992).  (ISBN 0854491589).
- avec Robert Taylor, Safer Sexy: the Guide to Gay Sex Safely. Freedom Editions. (1994).  (ISBN 1-86047-000-9).
- We Don't Want to March Straight: Masculinity, Queers and the Military. Cassell. (1995).  (ISBN 0-304-33373-5)